# Broglie
Broglie é uma comuna francesa na região administrativa da Normandia, no departamento de Eure. Estende-se por uma área de 7,95 km². Em 2010 a comuna tinha 1 058 habitantes (densidade: 133,1 hab./km²).